# Richard Barnes (zpěvák)
Richard Barnes (* 16. června 1944, Sandstead, Surrey, Anglie) je britský zpěvák.
Původně byl zpěvákem britské popové kapely Quiet Five. V roce 1969 se vydal na sólovou dráhu. V dalších čtyřech letech vydal množství popových nahrávek. Poté začal kariéru v muzikálu v Jesus Christ Superstar. Producentem jeho nahrávek byl Gerry Bron. V roce 1970 vydal album u Capitol Records. Dva největší hity "Take to the Mountains" a "Go North" napsal Tony Hazzard. V srpnu 2007 bylo vydáno Take To The Mountains, kompilační album obsahující jeho nahrávky z let 1969 až 1974. Seznam skladeb je následující:
1. "Take To The Mountains" (Hazzard)
2. "Woman Woman" (Glaser, Payne)
3. "Maria Elena" (Hazzard)
4. "Take My Hand For A While" (Saint Marie)
5. "Your Song" (John, Taupin)
6. "Way I Feel" (Hazzard)
7. "High Flying Electric Bird" (Brown, Mullen)
8. "London" (McKuen)
9. "I Think I'm Getting Over You" (Cook, Greenaway)
10. "Hard Headed Woman" (Stevens)
11. "Mama" (Hazzard)
12. "It's Getting Better" (Mann, Weil)
13. "Homeward Bound" (Simon)
14. "Live Till You Die" (Rhodes)
15. "Maybe" (Nilsson)
16. "Tomorrow Never Comes" (Ife, Wirtz)
17. "Could We Start Again Please" (Lloyd Webber)
18. "Coldwater Morning" (Diamond)
19. "Wandering" (Taylor)
20. "Go North" (Hazzard)[1][2]